# Marc Deci (plebeu)
Marc Deci, en llatí Marcus Decius, era un plebeu que formava part de la gens Dècia. Va ser un dels delegats pels plebeus revoltats i refugiats al Mons Sacer (Muntanya Sagrada) davant del senat romà, enviat per negociar amb els patricis l'any 495 aC en l'anomenada secessió dels plebeus, segons Dionís d'Halicarnàs.